# NGC 6145
NGC 6145 is een spiraalvormig sterrenstelsel in het sterrenbeeld Hercules. Het hemelobject werd op 12 mei 1828 ontdekt door de Britse astronoom John Herschel.

## Synoniemen
- MCG 7-34-21
- ZWG 224.17
- PGC 58074